# Голашката пещера
Голашката пещера е пещера в Ихтиманска Средна гора, на около 4 – 5 km от село Голак и на 15 km от Костенец. Тя е и природна забележителност.
Намира се на 675 m н.в. Дължината ѝ е 102 m, денивелацията е 8 m. Наклонът е 45 %, характеризира се с висока влажност. Площта ѝ е 0,5 дка. Вътрешността се състои от варовикова скала. Характерна особеност за пещерата е наличието на голяма популация от прилепи. Има различни становища относно нейният произход. Според най-популярното тя е стар железен рудник от римската епоха. Пещерата е картирана за първи път на 16 – 17 юли 1924 г. от Ненко Радев. Прекартирана е през 1968 г. от Владимир Попов. Оттогава е и последната карта на пещерата.
Поради голямата колония от прилепи е обявена за природна забележителност. Забраняват се дейности, които безпокоят прилепите и птиците, и които повреждат или изменят естествения облик на местността или скалните образувания.
В Голашката пещера се срещат голям нощник (Myotis myotis), дългокрил прилеп (Miniopterus schreibersii), дългопръст нощник (Myotis capaccinii), южен подковонос (Rhinolophus euryale), голям подковонос (Rhinolophus ferrumequinum), малък подковонос (Rhinolophus hipposideros).